# Vương quốc Navarra
[[Nhiều vấn đề]]
Vương quốc Navarra (tiếng Tây Ban Nha: Reino de Navarra, tiếng Basque: Nafarroako Erresuma, tiếng Pháp: Royaume de Navarre), ban đầu được gọi là Vương quốc Pamplona, là một vương quốc ở châu Âu bao bọc những vùng đất thuộc hai bên dãy núi Pyrenees dọc Đại Tây Dương giữa Pháp và Tây Ban Nha ngày nay.
Vương quốc Navarra được thành lập như là một quốc gia độc lập khoảng năm 824 khi lãnh tụ người Basque là Íñigo Arista được bầu và tuyên bố là vua Pamplona và lãnh đạo cuộc khởi nghĩa chống lại sự bành trướng của chính quyền Francia với vị trí ban đầu là một thuộc quốc của Hồi quốc Córdoba.
Vào đầu thế kỷ thứ 10, người Navarra nhanh chóng phá vỡ được ảnh hưởng của người Cordoba lên vương quốc và tiến hành các hoạt động bành trướng quân sự của mình. Tuy nhiên, người Cordoba nhanh chóng kiểm soát lại vùng đất cho đến cuối thế kỷ 11. Sự chia rẽ quyền lực và việc thay đổi vương triều liên tục sau đó khiến lãnh thổ vương quốc bị chia nhỏ dần, thậm chí là bị các vương quốc ngoại bang như Aragon (1054–1134) và Pháp (1285–1328) cai trị.
Phần phía nam của vương quốc bị vương quốc Castilla xâm chiếm năm 1513 và trở thành một phần của Vương quốc Tây Ban Nha thống nhất. Phần phía bắc của vương quốc vẫn duy trì độc lập nhưng được sáp nhập với Pháp trong một liên minh cá nhân năm 1589 sau khi vua Henry III của Navarra thừa kế ngai vàng Pháp và trở thành vua Henry IV của Pháp, đến năm 1620 thì vương quốc này bị sáp nhập với Vương quốc Pháp.

## Quân vương
- Danh sách quân chủ Navarra